# Coppa dei Campioni d'Africa 1990
La Coppa dei Campioni d'Africa 1990 è stata la ventiseisima edizione del massimo torneo calcistico africano per squadre di club maggiori maschili.

## Risultati

### Turno preliminare
| Squadra 1               | Totale      | Squadra 2          | Andata | Ritorno |
| ----------------------- | ----------- | ------------------ | ------ | ------- |
| Sotema                  | 2 - 2 (gfc) | BDF XI             | 1 - 0  | 1 - 2   |
| Kaloum Star             | 3 - 0       | Benfica de Bissau  | 2 - 0  | 1 - 0   |
| ASKO Kara               | 3 - 0       | ASFA-Yennenga      | 2 - 0  | 1 - 0   |
| Al-Ittihad Tripoli      | 6 - 3       | Olympic Niamey     | 6 - 1  | 0 - 2   |
| Arsenal                 | 4 - 0       | Denver Sundowns    | 1 - 0  | 3 - 0   |
| Dragons                 | 0 - 3       | Mighty Barrolle    | 0 - 0  | 0 - 3   |
| Inter Star              | 2 - 3       | Petro Atlético     | 2 - 0  | 0 - 3   |
| Mogadiscio Municipality | 3 - 4       | St. Louis Suns Utd | 1 - 0  | 2 - 4   |
| Malindi                 | 1 - 2       | Mukungwa           | 0 - 0  | 1 - 2   |
| Renaissance             | 2 - 3       | SCAF Tocages       | 2 - 2  | 0 - 1   |

### Primo turno
| Squadra 1          | Totale          | Squadra 2          | Andata | Ritorno |
| ------------------ | --------------- | ------------------ | ------ | ------- |
| AFC Leopards       | 7 - 5           | St. Louis Suns Utd | 4 - 2  | 3 - 3   |
| Sogara             | 0 - 3           | Étoile du Congo    | 0 - 2  | 0 - 1   |
| Al-Ahly            | 8 - 0           | Al-Ittihad Tripoli | 5 - 0  | 3 - 0   |
| Al-Hilal Omdurman  | 6 - 0           | Mukungwa           | 4 - 0  | 2 - 0   |
| Asante Kotoko      | 5 - 1           | Freetown Utd       | 4 - 0  | 1 - 1   |
| Motema Pembe       | 1 - 3           | Africa Sports      | 1 - 0  | 0 - 3   |
| Diaraf             | 1 - 3           | Iwuanyanwu         | 1 - 0  | 0 - 3   |
| Dynamos            | 2 - 2 (5-4 dcr) | Petro Atlético     | 1 - 1  | 1 - 1   |
| Espérance          | 3 - 0           | Stade Malien       | 2 - 0  | 1 - 0   |
| FAR Rabat          | 5 - 1           | Kaloum Star        | 4 - 0  | 1 - 1   |
| Ferroviário Maputo | 1 - 2           | Arsenal            | 1 - 0  | 0 - 2   |
| JS Kabylie         | 10 - 0          | ASKO Kara          | 6 - 0  | 4 - 0   |
| Nkana Red Devils   | 4 - 1           | Express            | 3 - 1  | 1 - 0   |
| Racing Bafoussam   | 2 - 1           | SCAF Tocages       | 2 - 1  | 0 - 0   |
| Raja Casablanca    | 3 - 2           | Mighty Barrolle    | 2 - 0  | 1 - 2   |
| Sunrise            | 4 - 3           | Sotema             | 4 - 1  | 0 - 2   |

### Secondo turno
| Squadra 1        | Totale          | Squadra 2         | Andata | Ritorno |
| ---------------- | --------------- | ----------------- | ------ | ------- |
| Africa Sports    | 3 - 4           | Iwuanyanwu        | 1 - 1  | 2 - 3   |
| Al-Ahly          | 0 - 0 (2-4 dcr) | Espérance         | 0 - 0  | 0 - 0   |
| Arsenal          | 1 - 8           | Nkana Red Devils  | 0 - 3  | 1 - 5   |
| Dynamos          | 2 - 2 (gfc)     | Al-Hilal Omdurman | 0 - 3  | 1 - 5   |
| Étoile du Congo  | 2 - 4           | JS Kabylie        | 2 - 2  | 0 - 2   |
| FAR Rabat        | 3 - 4           | Asante Kotoko     | 3 - 3  | 0 - 1   |
| Racing Bafoussam | a tav.          | Raja Casablanca   | -      | -       |
| Sunrise          | 1 - 4           | AFC Leopards      | 1 - 1  | 0 - 3   |

### Quarti di finale
| Squadra 1         | Totale | Squadra 2        | Andata | Ritorno |
| ----------------- | ------ | ---------------- | ------ | ------- |
| AFC Leopards      | 2 - 4  | JS Kabylie       | 2 - 1  | 0 - 3   |
| Iwuanyanwu        | 3 - 2  | Espérance        | 2 - 1  | 1 - 1   |
| Al-Hilal Omdurman | 3 - 4  | Asante Kotoko    | 2 - 2  | 1 - 2   |
| Racing Bafoussam  | 1 - 3  | Nkana Red Devils | 2 - 1  | 0 - 1   |

### Semifinali
| Squadra 1        | Totale | Squadra 2  | Andata | Ritorno |
| ---------------- | ------ | ---------- | ------ | ------- |
| Asante Kotoko    | 1 - 2  | JS Kabylie | 1 - 0  | 0 - 2   |
| Nkana Red Devils | 2 - 0  | Iwuanyanwu | 1 - 0  | 1 - 0   |

### Finale

#### Andata
| Arbitro: | Sène |

|                     |           |  |
| Rahmouni 47’ (rig.) | Marcatori |  |

#### Ritorno
| Arbitro: | Sarr |

|                                   |                      |                                     |
| Bwalya 80’ (rig.)                 | Marcatori            |                                     |
| Chambeshi Bwalya Sikazwe Malitoli | Tiri di rigore 3 – 5 | Rahmouni Meftah Haffaf Adane Medane |